# Sinfonía soledad
Sinfonía soledad es el primer álbum en vivo de la banda PXNDX, grabado en el Auditorio Nacional el 25 de noviembre de 2006 y editado en el 2007 por Movic Records. En este álbum interpretan varios de sus éxitos (En la gran mayoría temas de sus discos) "Para ti con desprecio" y "Amantes sunt amentes" acompañados de una orquesta sinfónica y contiene dos temas de estudio, inéditos. (CD track 17 y 18)

## Canciones del disco (CD)
- 1. Intro
- 2. Cuando no es como debiera ser
- 3. Atractivo encontramos en lo más repugnante
- 4. Estoy más solo que ayer, pero menos que mañana
- 5. Ya no es suficiente lamentar/3 + 1
- 6. Procedimientos para llegar a un común acuerdo
- 7. Claro que no
- 8. Narcisista por excelencia
- 9. Cita en el quirófano
- 10. Los malaventurados no lloran
- 11. Muñeca
- 12. Ya no jalaba
- 13. Promesas/Decepciones
- 14. Tus palabras punzocortantes…
- 15. So violento so macabro
- 16. Disculpa los malos pensamientos
- 17. No te deseo el mal pero tampoco te deseo el bien
- 18. Nunca nadie nos podrá parar (gracias)

Las canciones en negrita son canciones inéditas.

## Canciones del disco (DVD)
- 1. Intro
- 2. Cuando no es como debiera ser
- 3. Atractivo encontramos en la más repugnante
- 4. Estoy más Sohloh que ayer, pero menos que mañana
- 5. Ya no es suficiente lamentar/3 + 1
- 6. La estrategia perdida
- 7. Procedimientos para llegar a un común acuerdo
- 8. Claro que no
- 9. Narcisista por excelencia
- 10. Cita en el quirófano
- 11. Los malaventurados no lloran
- 12. Tripulación Armar Toboganes
- 13. Muñeca
- 14. No tienes oportunidad contra mi antipática imaginación
- 15. Ya no jalaba
- 16. Promesas/Decepciones
- 17. Tus palabras punzocortantes
- 18. ¡Ah, pero cómo vendo cassettes!
- 19. Pathetica
- 20. So violento so macabro
- 21. Disculpa los malos pensamientos

## Canciones perdidas
- 1.- Buen día
- 2.- Si supieras
- 3.- Quisiera no pensar
- 4.- Mala suerte

Se tienen constancia que la banda toco 4 canciones que no incluyeron en el CD ni en el DVD oficial.

## Miembros
- Jorge Vázquez - batería y coros
- José Madero - voz principal, guitarra, Moog modular
- Arturo Arredondo - guitarra líder, coros
- Ricardo Treviño - bajo, segunda voz
- Marcelo Treviño - teclado

- Datos: Q6129208